# Ginástica artística nos Jogos Pan-Americanos de 2011 - Solo masculino
A competição do solo masculino foi um dos eventos da ginástica artística nos Jogos Pan-Americanos de 2011. Foi disputada no Complexo Nissan de Ginástica no dia 27 de outubro.

## Calendário
Horário local (UTC-6).
| Data          | Horário | Fase  |
| ------------- | ------- | ----- |
| 27 de outubro | 13:00   | Final |

## Medalhistas
| Ouro   | BRA Diego Hypólito      |
| Prata  | CHI Tomás González      |
| Bronze | PUR Alexander Rodríguez |

## Resultados

### Qualificação
| Pos.     | Ginasta                 | Total  | Obs. |
| -------- | ----------------------- | ------ | ---- |
| 1        | BRA Diego Hypólito      | 15,600 | Q    |
| 2        | CHI Tomás González      | 15,050 | Q    |
| 3        | COL Jossimar Calvo      | 14,800 | Q    |
| 4        | PUR Alexander Rodríguez | 14,750 | Q    |
| 5        | BRA Sérgio Sasaki       | 14,650 | Q    |
| 6        | CAN Scott Morgan        | 14,650 | Q    |
| 7        | PUR Luis Rivera         | 14,650 | Q    |
| 8        | USA Donothan Bailey     | 14,550 | Q    |
| Reservas |                         |        |      |
| 9        | USA Tyler Mizoguchi     | 14,550 | R    |
| 10       | CAN Hugh Smith          | 14,400 | R    |
| 13       | ARG Mauro Martínez      | 14,250 | R    |

### Final
| Pos.              | Ginasta                 | Nota D | Nota E | Pen.  | Total  |
| ----------------- | ----------------------- | ------ | ------ | ----- | ------ |
| Medalha de ouro   | BRA Diego Hypólito      | 6,800  | 9,000  |       | 15,800 |
| Medalha de prata  | CHI Tomás González      | 6,500  | 9,125  |       | 15,625 |
| Medalha de bronze | PUR Alexander Rodríguez | 6,000  | 8,900  |       | 14,900 |
| 4                 | CAN Scott Morgan        | 6,000  | 8,675  |       | 14,675 |
| 5                 | COL Jossimar Calvo      | 6,400  | 8,450  | 0,500 | 14,350 |
| 6                 | PUR Luis Rivera         | 5,600  | 8,750  | 0,100 | 14,250 |
| 7                 | USA Tyler Mizoguchi     | 5,800  | 8,325  |       | 14,125 |
| 8                 | USA Paul Ruggeri        | 6,100  | 5,400  | 0,100 | 11,400 |